# Love for Sale
Love for Sale ist ein Jazzstandard von Cole Porter aus dem Jahre 1930 aus dem Musical The New Yorkers. 

## Hintergrund
Das Lied ist aus der Perspektive einer Prostituierten geschrieben, die verschiedene Arten von käuflicher Liebe anbietet (“old love, new love, every love but true love”). Das Lied war 1930 ein Hit, wurde aber später als zu lüstern empfunden und für Jahrzehnte von den Radiosendern gemieden. 

## Coverversionen
Das Lied wurde von vielen Jazzmusikern aufgenommen, unter anderem von Billie Holiday (1945), Joyce Bryant (1952), Oscar Peterson (1953), Ella Fitzgerald (1956), Tony Bennett (1957 sowie erneut 2021 zusammen mit Lady Gaga), Miles Davis und Cannonball Adderley (1958), Chet Baker, Aretha Franklin (1965), Hildegard Knef (1969), The Manhattan Transfer (1976), Harry Connick Jr., Dave Brubeck, Jamie Cullum (2013) und vielen anderen mehr. Auf dem Cole-Porter-Tribute-Album Red Hot + Blue (1990) wurde es von den Fine Young Cannibals interpretiert. Boney M. veröffentlichte eine Disco-Version auf dem Album Love for Sale. Weitere Coverversionen stammen von Elvis Costello, Simply Red, Helge Schneider oder den Brüdern Julian und Roman Wasserfuhr.

## Verwendung in Filmen
- Irwin Winkler benutzte den Song in dem Film De-Lovely – Die Cole Porter Story (USA, 2004) in einer Szene in einem Gay Night Club.
- Brian De Palma nutzte den Song in einer ähnlichen Einstellung in seinem Film The Black Dahlia (2006).
- Harvey Fierstein sang ihn als Drag Queen in seinem Film Torch Song Trilogy (1988, Das Kuckucksei).